# ニジノタマ
ニジノタマ(虹の玉、Sedum rubrotinctum)は、ベンケイソウ科、マンネングサ属に属する種。常緑の多年生多肉植物。
メキシコが原産地であるとされる。日本には、昭和38年頃渡来した。
原種ではなく交雑種とされており、交配親は玉葉(S. stahlii)と乙女心(S.pachyphyllum)の可能性が高いとされ学名もSedum X rubrotinctumの表記を用いることもある
挿し木や葉挿しなどの栄養生殖で比較的容易に増える。葉挿しの場合は葉を地面に挿すのではなく葉を地面の上に置いておくだけの方が良い。葉を地面に挿してしまうと発根はするがなかなか新芽が出てこないという現象が起きてしまう。また、挿し木の際は無暗に水を与えずやや乾燥気味に管理すると良い。斑入り種のオーロラや交配親とされているオトメゴコロでは茎挿しなら問題なく発根するが葉挿しは殆ど成功しないので注意（葉緑素の保有率が低いのが関係しているのではないかとされている）
夏は光沢のある緑で、秋から冬にかけて気温が低くなると全体が赤く染まる。大株になると春に花茎を伸ばして黄色い花を咲かせる。
本種の交配親のひとつとされている乙女心(S. pachyphyllum)は外形は本種によく似るが、本種の葉が濃緑色なのに対し乙女心では、かなり薄いライトグリーンでありまた紅葉期も乙女心は淡いピンク色となる。本種とともに人気の園芸多肉植物となっている。もうひとつの交配親とされているタマバは本種によく似る。